# Ranidae
Los ránidos (Ranidae) son una familia de anfibios anuros, conocidos vulgarmente como ranas, aunque muchas otras especies de otras familias reciben también este nombre popular; así, los ránidos son a veces denominados ranas verdaderas para diferenciarlos de los miembros de las otras familias que también incluyen la palabra «rana» en su nombre común. Se distribuyen geográficamente por todo el planeta excepto en las zonas polares, sur de África, Madagascar y gran parte de Australia.
Por lo general, las ranas verdaderas tienen la piel suave y húmeda, con patas grandes y fuertes y pies anchos. Las ranas verdaderas varían mucho en tamaño, desde pequeñas, como la rana de bosque (Lithobates sylvaticus), de entre 4 y 7 cm de longitud, hasta la rana más grande del mundo, la rana goliat (Conraua goliath), de hasta 33 cm de longitud.
Muchas ranas verdaderas son acuáticas o viven cerca del agua. La mayoría de las especies ponen sus huevos en el agua y pasan por la etapa de renacuajo. Sin embargo, como ocurre con la mayoría de las familias de ranas, existe una gran variación de hábitats dentro de la familia. Las del género Tomopterna son excavadoras y nativas de África, aunque exhiben la mayoría de las características comunes a las ranas del resto del mundo. También hay especies de verdaderas ranas arbóreas, y la familia incluye algunos de los raros anfibios que pueden vivir en aguas salobres.

## Características

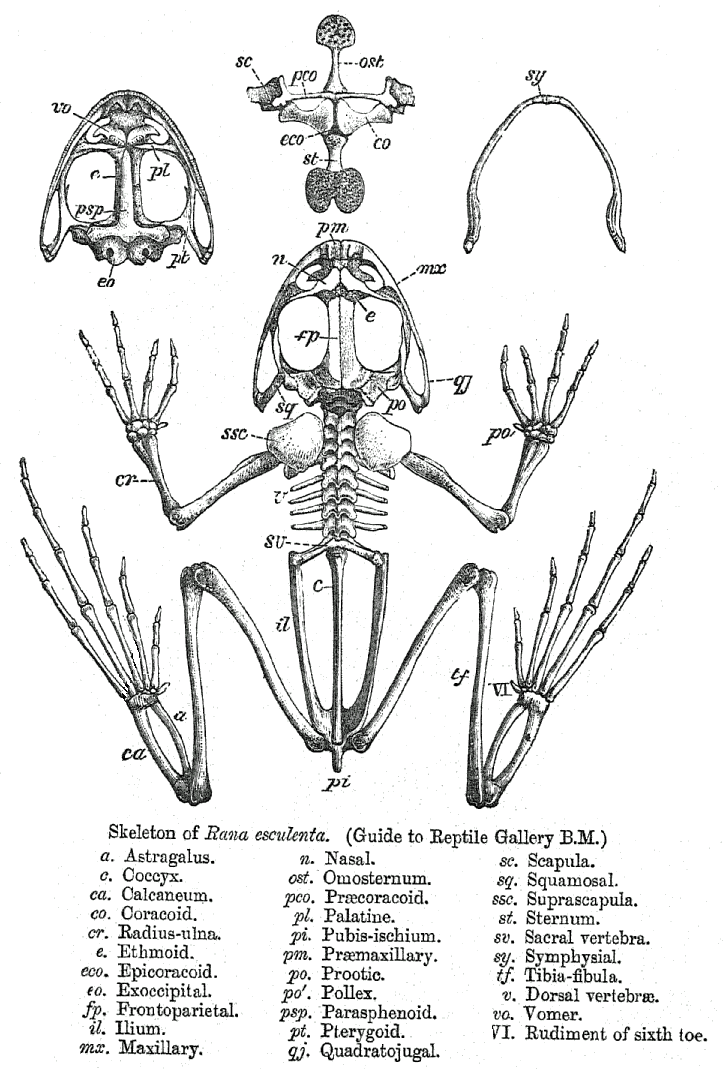
Esqueleto de rana. Dibujo histórico del esqueleto de la rana acuática común Pelophylax esculentus (LINNAEUS, 1758). Esquina superior izquierda: cráneo en vista ventral. Centro superior: cintura escapular en vista ventral. Arriba a la derecha: mandíbula. Nótese también que:
- el hueso denominado “Astragalus” (a) (astrágalo) no es completamente homólogo al astrágalo en amniotas y hoy en día se lo suele denominar tibial.
- el hueso denominado “Calcaneum” (ca) no es completamente homólogo al calcáneo en amniotas y hoy en día se lo suele denominar peroné.
- el hueso denominado “Præcoracoideo” (pco) es en realidad la clavícula.
- la estructura denominada “Rudimento del sexto dedo del pie” (VI) (“Rudiment of sixth toe” (VI)) hoy en día se lo suele denominar prehallux y su naturaleza como rudimento es controvertida.

Los ránidos tienden a utilizar el modo amplexus axilar y exhiben un desarrollo indirecto, poniendo huevos acuáticos que se convierten en renacuajos de tipo IV. Las excepciones a esta regla son algunos petropedetinos africanos, como Arthroleptella, con renacuajos que no se alimentan, y Anhydrophryne, que tiene un desarrollo directo a partir de huevos terrestres. Algunos géneros de raninos asiáticos (por ejemplo, Platymantis) también presentan desarrollo directo. Las petropedetinas suelen ser ranas terrestres pequeñas (menos de 25 mm de longitud hocico-vena) con piel ligeramente verrugosa. Las raninas varían mucho, con tamaños que oscilan entre los 20 y los 300 mm de longitud del hocico (con 300 mm, Conraua goliath es la rana más grande conocida). Algunos raninos son ribereños, con patas largas y palmeadas (por ejemplo, Occidozyga); otros tienen aspecto de sapo y hábitos fosoriales (por ejemplo, Tomopterna); y otros son arborícolas (por ejemplo, Platymantis). Los renacuajos de las especies de Amolops están adaptados a los torrentes y tienen discos suctores en el vientre. El Pelophylax lessonae europeo es una forma hibridogenética que, en algunas poblaciones, presenta una forma modificada de partenogénesis cíclica, en la que las generaciones sexuales se alternan con las asexuales. La investigación sobre varias especies de Rana también constituye la base de gran parte de lo que se sabe de la biología de los anfibios, además de proporcionar las patas comestibles apetecibles para generaciones de aficionados.
Los ránidos son Neobatrachia, pero las relaciones entre las familias de estas ranas "avanzadas" están casi totalmente sin resolver. Dentro de los Neobatrachia, los ránidos son miembros de la superfamilia Ranoidea, un clado de formas derivadas que probablemente pierda su monofilia si se incluye a Dendrobatidae. Las relaciones familiares entre los ranoideos se encuentran en un estado de caos y deben considerarse desconocidas. El número de subfamilias descritas para Ranidae ha fluctuado considerablemente a lo largo de los años, coincidiendo con nuevas hipótesis de parentesco. Las antiguas subfamilias Arthroleptinae y Astylosterninae se han eliminado de Ranidae y se han colocado en su propia familia (Arthroleptidae). Del mismo modo, a la familia Hemisinae, que antes pertenecía a Ranidae, se le ha otorgado el estatus de familia (Hemisotidae). Por último, Mantellinae, tratada por muchos autores como una subfamilia de los ránidos, se describe aquí como un clado dentro de Rhacophoridae. La subfamilia Raninae, y su género tipo Rana, son probablemente parafiléticos. Dentro de los Ranoidea, incluso esta reducida Ranidae es análoga a la Leptodactylidae dentro de los Bufonoidea: ambas familias representan un grupo diverso y parafilético de ranas no trepadoras. Los ránidos son principalmente los homólogos del Viejo Mundo de los leptodáctilos del Nuevo Mundo.
- La cintura pectoral es firmisterna, es decir, con los huesos epicoracoidales soldados y, por lo tanto, fija. Es una  morfología de la cintura escapular de las ranas. En las cinturas firmisternales, los cartílagos epicoracoideos están fusionados anterior y posteriormente, y generalmente tienen presente un cartílago omosternum (entre el esternón y la clavícula). Esto contrasta con la otra morfología predominante, una cintura arcífera. La morfología firmisternal generalmente se considera un rasgo único del clado amplio "Ranoidea", que incluye Ranidae, Rhacophoridae y otras familias.[4]
- Las mandíbulas son dentadas, la pupila horizontal y la amplexus axilar.
- Muy variables tanto por la medida como por la forma de vida.
- Tienen las patas posteriores muy desarrolladas y provistas de una gran membrana interdigital que demuestra sus costumbres acuáticas.
- Se desplazan mediante saltos largos.

## Metamorfosis

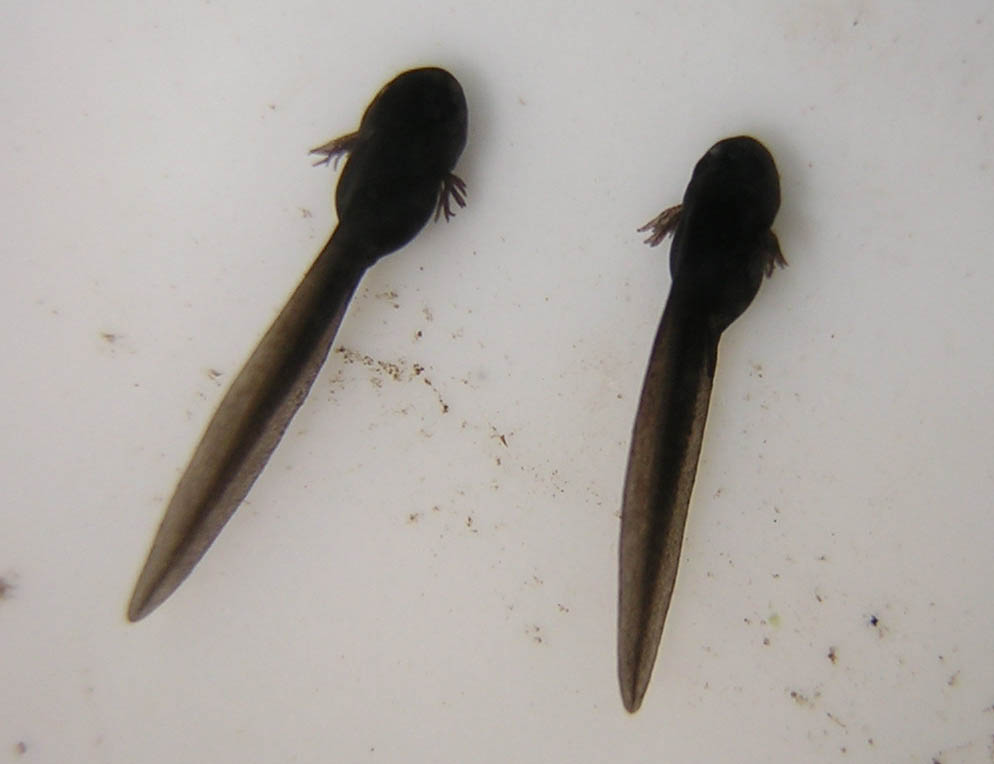
Los renacuajos de Frogspawn en primer plano, 10 días después.

Se denomina metamorfosis al conjunto de cambios que experimentan algunos animales durante su crecimiento, es decir, desde que nacen hasta que son adultos.
En el caso de las ranas, el huevo se forma por fecundación externa en el agua. Está rodeado de una masa gelatinosa. Luego, se desarrolla el embrión, y más tarde nace el renacuajo. Este posee una cola, para facilitar el movimiento en el agua, y branquias para la respiración. A medida que comienza a crecer se desarrolla su cabeza y es muy voraz.
Entre las tres y cuatro semanas comienza a perder la cola y las branquias, para transformarse en un animal terrestre y aparecen las patas. Cuando termina el proceso de reabsorción de la cola, se convierte en una rana joven. Tarda entre uno y cuatro años en alcanzar la madurez sexual.

## Géneros
Las 379 especies reconocidas de la familia Ranidae se distribuyen en 24 géneros reconocidos por Amphibian Species of the World (ASW):
- Abavorana Oliver, Prendini, Kraus & Raxworthy, 2015 - 1 especie
- Amnirana Dubois, 1992 - 12 especies
- Amolops Cope, 1865 - 50 especies
- Babina Thompson, 1912 - 10 especies
- Boreorana Dubois, Ohler & Pyron, 2021 - 1 especie
- Chalcorana Dubois, 1992 - 12 especies
- Clinotarsus Mivart, 1869 - 3 especies
- Glandirana Fei, Ye & Huang, 1990 - 5 especies
- Huia Yang, 1991 - 5 especies
- Humerana Dubois, 1992  - 3 especies
- Hydrophylax Fitzinger, 1843 - 4 especies
- Hylarana Tschudi, 1838 - 4 especies
- Indosylvirana Oliver, Prendini, Kraus & Raxworthy, 2015 - 13 especies
- Lithobates Fitzinger, 1843  - 50 especies
- Meristogenys Yang, 1991  - 13 especies
- Nidirana Dubois, 1992 (20 especies)
- Odorrana Fei, Ye & Huang, 1990 - 58 especies
- Papurana Dubois, 1992 - 16 especies
- Pelophylax Fitzinger, 1843 - 21 especies
- Pseudorana Fei, Ye & Huang, 1990 - 2 especies
- Pterorana Kiyasetuo & Khare, 1986 - 1 especie
- Pulchrana Dubois, 1992 - 16 especies
- Rana Linnaeus, 1758 - 49 especies
- Sanguirana Dubois, 1992 - 7 especies
- Staurois Cope, 1865 - 6 especies
- Sylvirana Dubois, 1992 - 9 especies
- Sumaterana Arifin, Smart, Hertwig, Smith, Iskandar & Haas, 2018[6] (3 especies)
- Wijayarana Arifin, Chan, Smart, Hertwig, Smith, Iskandar & Haas, 2021[7] (5 especies)
- Incertae sedis :
  - Hylarana attigua (Inger, Orlov & Darevsky, 1999)
  - Hylarana celebensis (Peters, 1872)
  - Hylarana chitwanensis (Das, 1998)
  - Hylarana garoensis (Boulenger, 1920)
  - Hylarana lateralis (Boulenger, 1887)
  - Hylarana latouchii (Boulenger, 1899)
  - Hylarana margariana Anderson, 1879
  - Hylarana montivaga (Smith, 1921)
  - Hylarana persimilis (Van Kampen, 1923)
  - Limnodytes maculata Kelaart, 1854
  - Limnodytes mutabilis Kelaart, 1854
  - Lymnodytes lividus Blyth, 1855
  - Rana arvalis var. nigromaculata Wolterstorff, 1904
  - Rana fusca var. reichenbachensis Klunzinger, 1903
  - Rana halmaherica Deckert, 1938
  - Rana kandiana Kelaart, 1854
  - Rana leveriana Shaw, 1802
  - Rana leybarensis Lataste, 1886
  - Rana muta var. nigro-maculata Camerano, 1884
  - Rana newera-ellia Kelaart, 1853
  - Rana sanguine-maculata Lesson, 1834
  - Rana temporaria var. nigromaculata Werner, 1897
  - Rhacophorus depressus Ahl, 1927

Se han pasado a la familia Ceratobatrachidae:
- Alcalus[8]
- Cornufer Tschudi, 1838 = Ceratobatrachus Boulenger, 1884
- Platymantis Günther, 1859
- Liurana

Se ha pasado a la familia Conrauidae:
- Conraua Nieden, 1908,  Especie Rana Goliat (Conraua goliath)

Se han pasado a la familia Dicroglossidae:
- Euphlyctis Fitzinger, 1843
- Fejervarya Bolkay, 1915, Especie Fejervarya sakishimensis
- Hoplobatrachus Peters, 1863
- Limnonectes Fitzinger, 1843
- Nannophrys Günther, 1869
- Nanorana Günther, 1896
- Sphaerotheca Günther, 1859
- Ingerana Dubois, 1987
- Occidozyga Kuhl & Hasselt, 1822

El género Minervarya Dubois, Ohler & Biju, 2001 fue sinonimizado con el género Fejervarya Bolkay, 1915 en 2015.
Se ha pasado a la familia Micrixalidae:
- Micrixalus Boulenger, 1888

Se ha pasado a la familia Nyctibatrachidae:
- Lankanectes Dubois & Ohler, 2001
- Nyctibatrachus Boulenger, 1882

Se ha pasado a la familia Petropedetidae:
- Petropedetes Reichenow, 1874
- Arthroleptides Nieden, 1911 "1910"; Eliminado del género Petropedetes en 2014
- Ericabatrachus Largen, 1991

Se ha pasado a la familia Phrynobatrachidae:
- Phrynobatrachus Günther, 1862

Se ha pasado a la familia Ptychadenidae:
- Hildebrandtia Nieden, 1907
- Lanzarana Clarke, 1982 (monotípico)
- Ptychadena Boulenger, 1917

Se ha pasado a la familia Pyxicephalidae:
- Amietia Dubois, 1987
- Anhidrophryne Hewitt, 1919
- Arthroleptella Hewitt, 1926
- Aubria Boulenger, 1917
- Cacosternum Boulenger, 1887
- Ericabatrachus Largen, 1991
- Microbatrachella Hewitt, 1926
- Natalobatrachus Hewitt & Methuen, 1912
- Nothophryne Poynton, 1963
- Poyntonia Channing & Boycott, 1989
- Pyxicephalus Tschudi, 1838 - ranas excavadoras - Especie rana toro africana (Pyxicephalus adspersus)
- Strongylopus Tschudi, 1838
- Tomopterna Duméril & Bibron, 1841

Se ha pasado a la familia Ranixalidae:
- Indirana Laurent, 1986

- Discodeles Boulenger, 1918 de la familia Ceratobatrachidae se considera un subgénero de Cornufer.

El género Pterorana Kiyasetuo & Khare, 1986 (1 especie) se colocó en el género Hylarana.

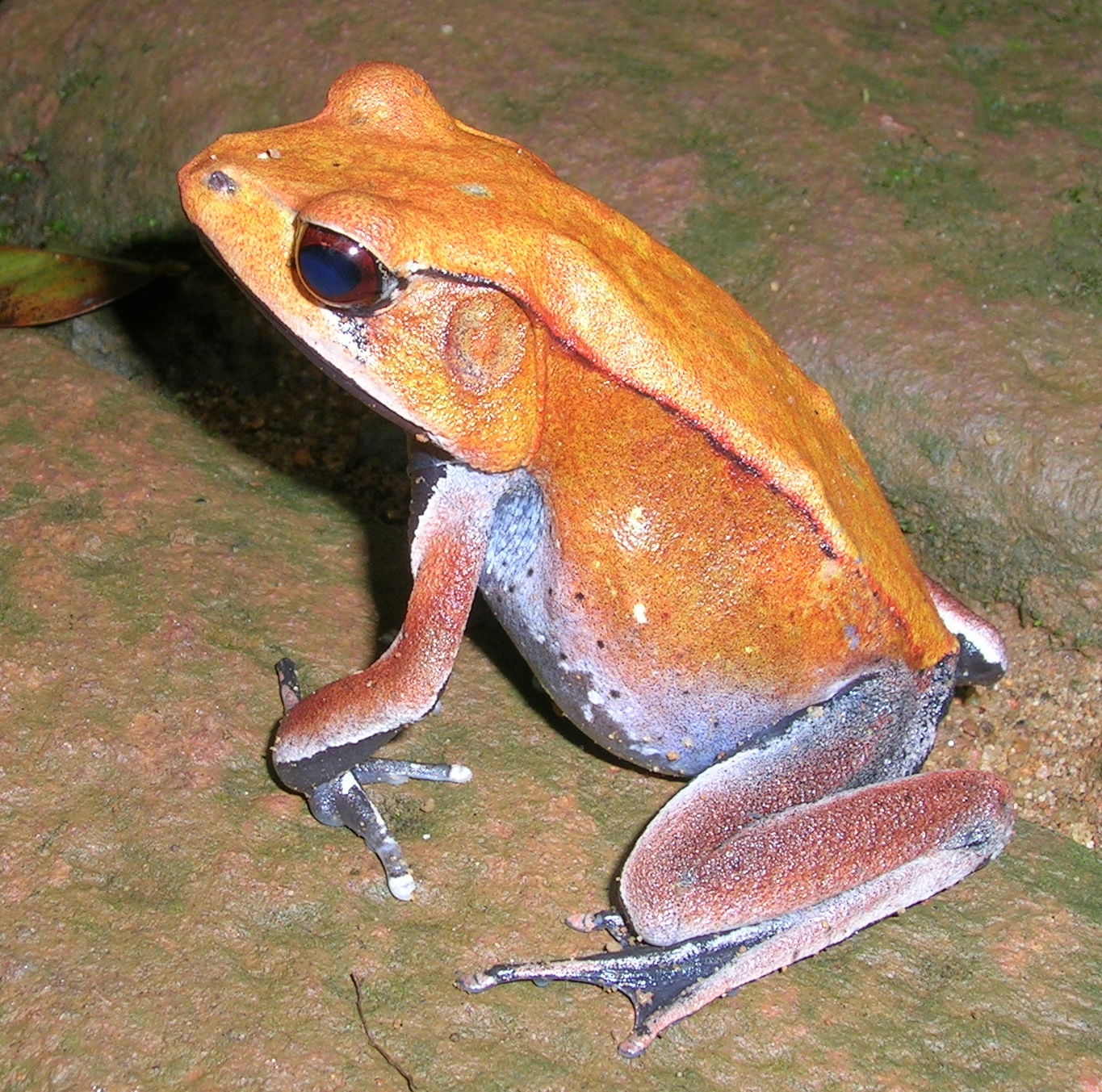
Clinotarsus curtipes (North Wayanad, Kerala, India)
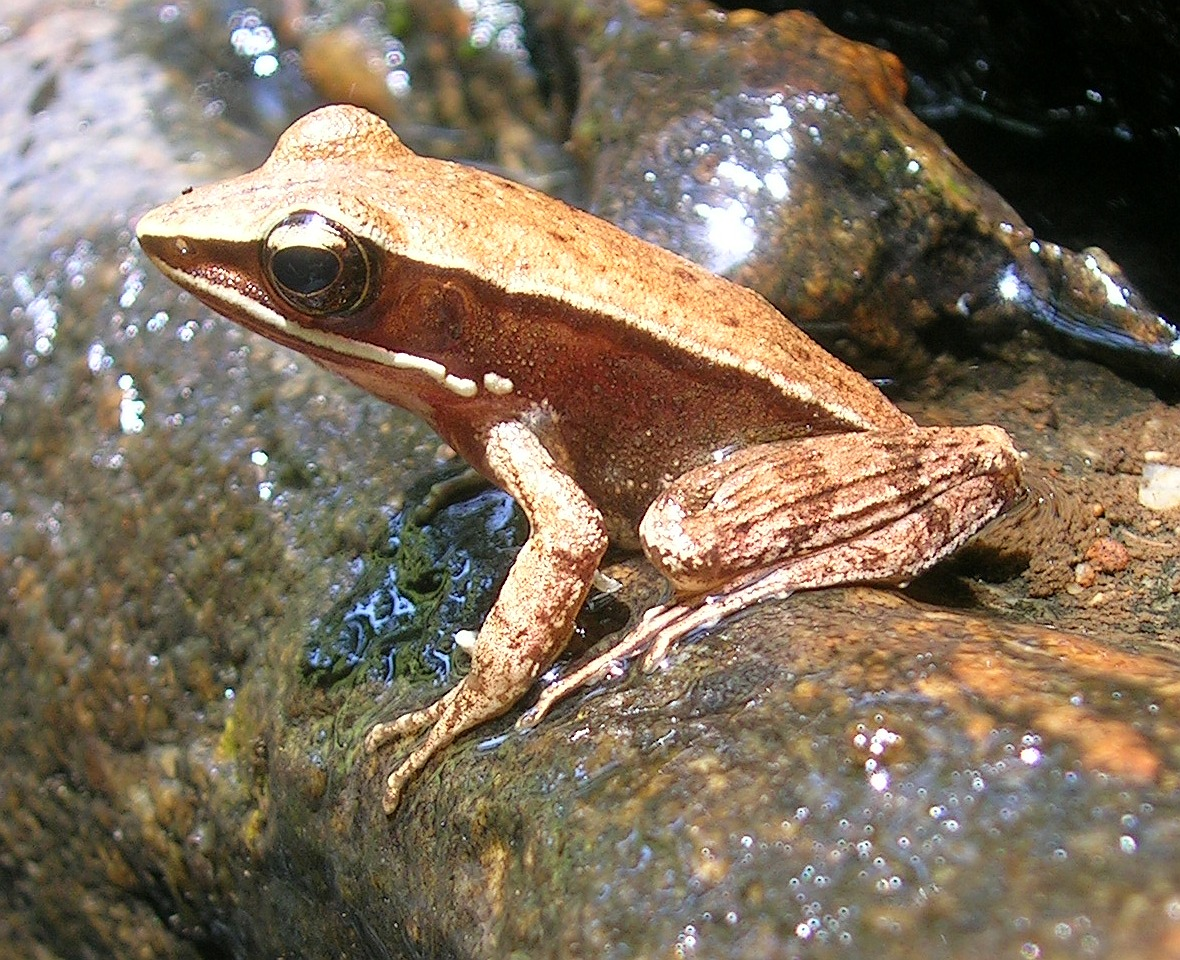
Hylarana aurantiaca (Brahmagiri, India)
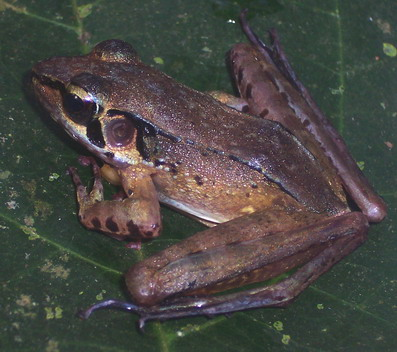
Huia masonii (Jabranti, Kuningan, West Java, Indonesia)
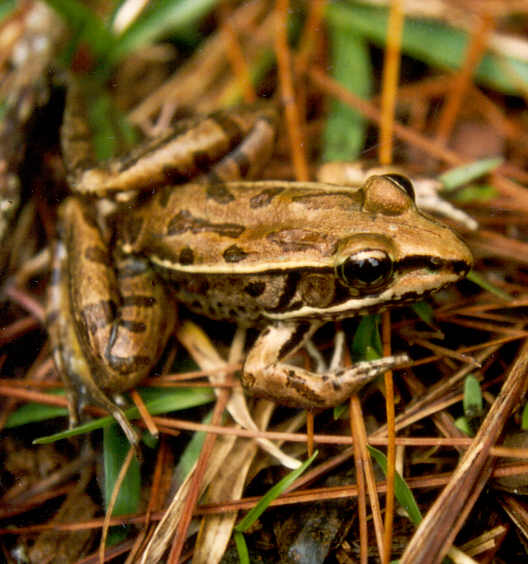
Lithobates berlandieri rana leopardo, del sur de Norteamérica y Centroamérica

## Evolución
Los ránidos están emparentados con otras familias de ranas de origen euroasiático e indio, como Rhacophoridae, Dicroglossidae, Nyctibatrachidae, Micrixalidae (véase genus Micrixalus) y Ranixalidae. Se cree que están más estrechamente relacionados con los Nyctibatrachidae endémicos de la India, de los que divergieron a principios del Eoceno. Sin embargo, otros estudios recuperan una relación más estrecha con los Dicroglossidae.
Anteriormente se pensaba que los ránidos y sus parientes más cercanos eran de origen gondwánico y que habían evolucionado en la India insular durante el Cretácico. Luego se restringieron por completo al subcontinente indio hasta finales del Eoceno, cuando la India colisionó con Asia, lo que permitió a los Ránidos colonizar Eurasia y, finalmente, el resto del mundo. Sin embargo, estudios más recientes proponen que los Ránidos se originaron en Eurasia, y su estrecha relación con los linajes de ranas endémicas de la India se debe a que esos linajes colonizaron la India desde Eurasia durante el Paleógeno.